# Adept (Schüler)
Adept (von lateinisch adeptio „Erlangung, Erwerbung“ bzw. adeptus „einer, der etwas erlangt hat“) ist die Bezeichnung für eine Person, die in eine Geheimlehre oder in Mysterien eingeweiht ist. Im weiteren Sinne ist ein Adept jemand, der von einem Meister in eine Kunst oder Wissenschaft tiefer eingeführt worden ist, dessen Lehren studiert hat und sich als Kenner von dessen Philosophie und Erkenntnissen ausweisen kann.
In der Alchemie wurde die Bezeichnung Adept für jene Personen verwendet, die das Geheimnis der Herstellung des Steines der Weisen gefunden hatten oder zumindest durch langes Studium der alten Schriften theoretisch mit der Herstellung des Steines vertraut sein sollten.
In den Mysterienschulen der Antike, beispielsweise im alten Ägypten (Isis- und Osiriskult und andere) und im antiken Griechenland (Eleusische Mysterien) wurden als Adepten jene bezeichnet, die die Initiation bestanden hatten und dadurch in heiliges, geheimes Wissen eingeweiht waren.
Im heutigen esoterischen Sprachgebrauch bezeichnet man als Adepten Menschen, die mit einem esoterischen System vertraut sind und in diesen Systemen wirkliche oder vermeintliche Erfolge aufweisen können.

Weiterhin wird der Begriff Adept oder Adeptus als hierarchische Stufe bei Orden und Logen verwendet. In hermetisch-kabbalistischen Initiatenorden wie z. B. der Gold- und Rosenkreuzer werden verschiedene Einweihungsgrade mit Adeptus bezeichnet. So der V. Grad als Adeptus Minor, der VI. Grad als Adeptus Major und der VII. Grad als Adeptus Exemptus. Diese Zuordnungen gibt es in verschiedenen magischen Orden wie dem Hermetic Order of the Golden Dawn und Astrum Argenteum:
- 5° = 6□ Adeptus Minor
- 6° = 5□ Adeptus Major
- 7° = 4□ Adeptus Exemptus

In der Hierarchie des Temple of Set ist Adept der II. Grad und in der Hierarchie der chaosmagischen Illuminaten von Thanateros ist Adept der zweithöchste Grad.
Auch die fortgeschrittenen Schüler mancher asiatischer Kampfkünste, wie dem Karate, werden als Adepten bezeichnet.